# Саллі Карр
Саллі Карр (англ. Sally Carr, повне ім'я Сара Сесілія Карр, англ. Sarah Cecilia Carr; нар. 28 березня 1945, М'юїргед, Північний Ланаркшир, Шотландія, Велика Британія) — шотландська співачка, яка здобула популярність як солістка поп-гурту Middle of the Road.

## Життєпис
Народилася в сім'ї шахтаря . Окрім Саллі, у батьків майбутньої співачки було четверо синів .
Дебютувала на музичній сцені у складі гурту The Southerners. 1967 року увійшла до постійного складу бабблгам-поп-гурту Middle of the Road. Виступаючи з ним наприкінці 1960-х — першій половині 1970-х років, записала низку популярних пісень, серед них міжнародний бестселер «Chirpy Chirpy Cheep Cheep», який у червні 1971 року досяг 1-го місця в національному британському хіт-параді і протримався там упродовж п'ятьох тижнів .
1978 року вийшла заміж за журналіста Чіка Янга. 20 квітня 1980 року від цього шлюбу народився син Кіт (англ. Keith). 1984 року Карр і Янг розлучилися без офіційного оформлення розлучення .
18 січня 2001 року Кіт і його товариш, які прямували до коледжу на мотоциклі, були збиті автомобілем, що раптово виїхав на дорогу. Від травм, отриманих під час зіткнення, Кіт помер на місці .
По смерті сина, Саллі Карр живе одна у власному особняку в Ренфрюширі.